# Flindersia pimenteliana
Flindersia pimenteliana là một loài thực vật thuộc họ Rutaceae. Tên gọi phổ thông của nó trong tiếng Anh Maple Silkwood còn có thể chỉ các loài Flindersia australis, Flindersia brayleyana hoặc Flindersia pubescens. Loài này có ở Queensland (Úc), Indonesia, và Papua New Guinea. Chúng hiện đang bị đe dọa vì mất môi trường sống.